# Wrayanna soluta
Wrayanna soluta é uma espécie de gastrópode  da família Assimineidae.
É endémica de Micronésia.